# Geefhuisjes

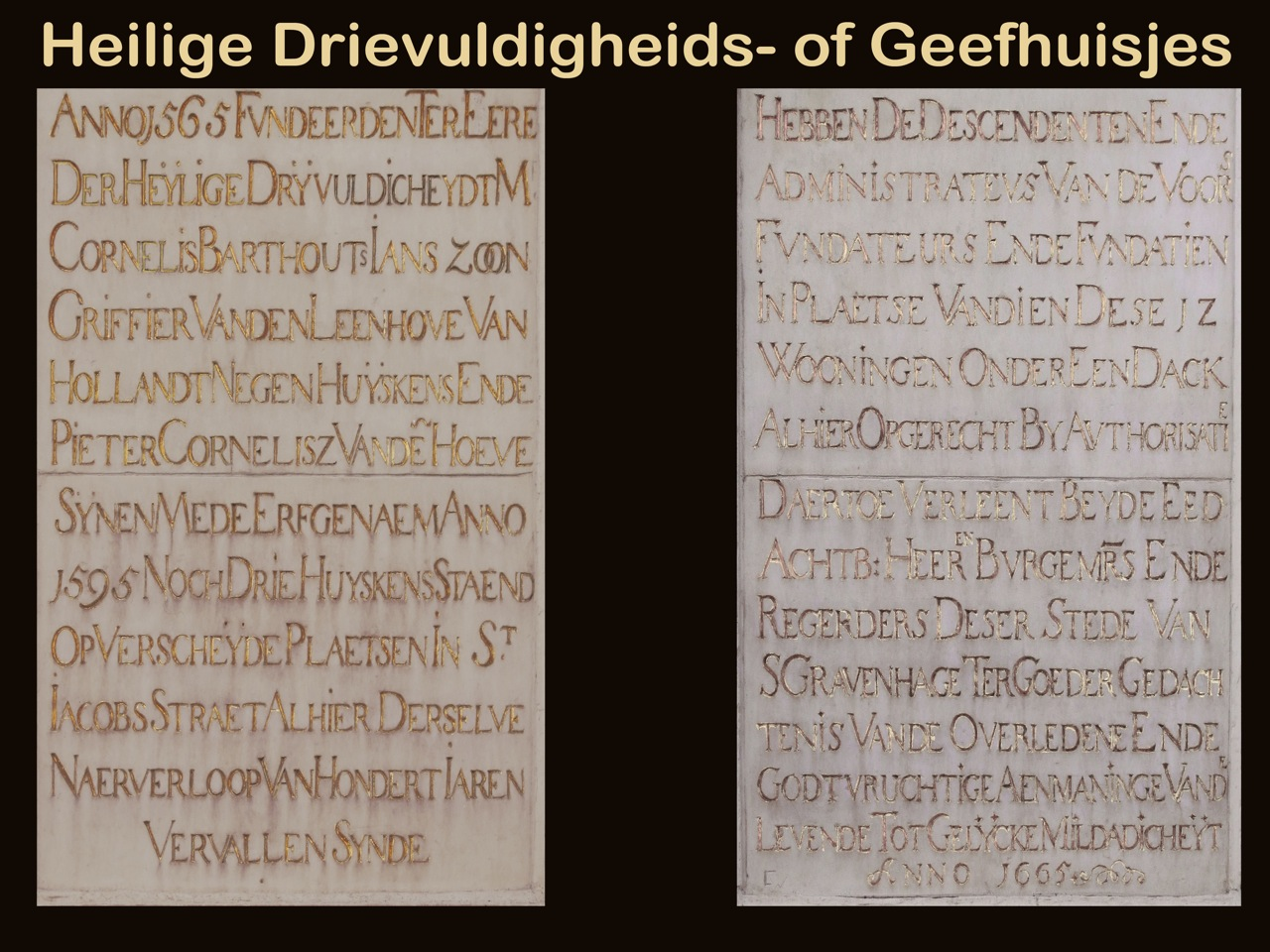

De Geefhuisjes zijn twaalf huisjes die samen het oudste liefdadigheidshofje in Den Haag vormen. Ze worden ook wel de Heilige Drievuldigheidshuisjes genoemd. Bijzonder aan dit "hofje" is dat de huisjes aan een straat staan en niet om een tuin heen. De huisjes werden gebouwd in 1565 in het Padmoes, een buurtje waar nu de Nieuwe Kerk staat, grenzend aan het Spui.

## Voorgeschiedenis
Cornelis Barthout Janszoon, de griffier van het Hof van Holland had huurproblemen met de weduwe Margriette Jansdochter, de pachtster van zijn grond. In 1558 sloten de twee partijen een akkoord. Zij beloofde de achterstallige erfhuur te betalen en in het Padmoes een "Sint-Jacobshuisje" te laten bouwen waar vroeger ook zo'n huisje stond. Ze zou het huisje tot haar dood onderhouden en het kapelletje in de wintermaanden met een kaarsje verlichten (van Allerheiligen tot Maria Lichtmis). Ze zou er ook een beeldje neerzetten van Jacob de Meerdere, de patroonheilige van Den Haag.
Naast dat kapelletje bouwde meester Barthout zes huisjes voor armlastige vrouwen. Er was geen minimumleeftijd, zoals in veel andere hofjes. Wel eiste Barthout dat de bewoonsters voor het kapelletje dagelijks vijf Onze Vaders en vijf Weesgegroeten zouden bidden. De vrouwen kregen voor de winter 24 tonnen harde turf. Na de dood van Barthout in 1565 werd een rentmeester benoemd. Later werden er meer huisjes gebouwd, in totaal 15, waarvan er twaalf ter begeving waren. Toen in 1649 werd besloten tot de bouw van de Nieuwe Kerk, werden zes huisjes afgebroken. Voor de bouw van de kerk werd de grond opgehoogd, waardoor de resterende hofjeshuizen laag lagen. Grond- en regenwater vernielden de vloeren. In 1665 werden de resterende huisjes verkocht en werd er een plein aangelegd.
Waar in dezelfde buurt de nieuwe Geefhuisjes gebouwd zouden komen, werd eerst de grond opgehoogd. In 1796 werden de huisjes eigendom van de gemeente. Het beheer kwam toen in handen van het Burgerlijk Armenbestuur. In zijn jonge jaren, toen hij in Den Haag woonde, maakte Vincent van Gogh een schilderij van de Geefhuisjes (omstreeks 1870).
Tot de Tweede Wereldoorlog woonden er enkele arme vrouwen, ze hoefden geen huur te betalen. Na de oorlog waren de huisjes in slechte staat, ze waren niet geïsoleerd, het sanitair was oud, de vloeren waren vochtig en er was geen stroom. De gemeente wilde ze afbreken maar in 1966 kwamen de huisjes op de monumentenlijst. Pas in 1977 kwam er geld beschikbaar voor restauratie. Ieder huisje kreeg een uitbouw met keuken en badkamer. De bewoners betaalden nog steeds geen huur, en het beheer was overgedragen aan de Gemeentelijke Sociale Dienst. Toch kwam er leegstand omdat men de huisjes te klein vond, en ze waren ongeschikt voor ouderen.
Na de restauratie werden in 1990 de huisjes overgedragen aan de Kessler Stichting die de huisjes bestemde voor begeleid wonen van oudere vrouwen, maar na tien jaar bleek dit niet te functioneren. Weer kwam er leegstand. In 2004 werden de huisjes overgedragen aan Stadsherstel Den Haag. De renovatie werd in 2006 afgerond.